# قانون گوتنبرگ–ریشتر

قانون گوتنبرگ–ریشتر برای b = ۱

قانون گوتنبرگ–ریشتر (انگلیسی: Gutenberg–Richter law) یا به اختصار قانون GR، در لرزه‌شناسی برای بیان رابطه میان بزرگی زمین‌لرزه و مجموع تعداد زمین‌لرزه‌ها در یک منطقه و دوره زمانی زمین‌لرزه با حداقل این بزرگی به‌کار می‌رود.
{\displaystyle \!\,\log _{10}N=a-bM}
یا
{\displaystyle \!\,N=10^{a-bM}}
در این رابطه:
- {\displaystyle \!\,N} نشان‌دهنده تعداد رویدادهایی است که بزرگی آن‌ها {\displaystyle \!\,\geq M} است.
- {\displaystyle \!\,a}  و{\displaystyle \!\,b} مقدارهای ثابت هستند، یعنی این‌دو برای هر مقدار N و Mیکسان هستند.

از آنجا که مقیاس بزرگی زمین‌لرزه لگاریتمی است، این قانون یک نمونه از توزیع پارتو به‌شمار می‌رود.
قانون گوتنبرگ–ریشتر به دلیل شباهت نزدیک پدیده انتشار صوتی به لرزه‌زایی، به‌شکل گسترده در تحلیل‌های انتشار امواج صوتی نیز به‌کار می‌رود.